# Бастунец, Андрей Леонидович
Андрей Леонидович Бастунец — белорусский юрист, журналист, поэт и музыкант, общественный деятель, с 2015 года — председатель Белорусской ассоциации журналистов.

## Биография

### Образование и карьера
Закончил минскую школу № 117 в микрорайоне Чижовка. После первой неудачной попытки поступить на юридический факультет БГУ работал на заводе МАЗ. Со второй попытки, во время абитуриентского отпуска, смог поступить на юрфак, однако на первом курсе был призван в армию. Служил в пограничных войсках, после окончания службы продолжил обучение на факультете правоведения. С 1990-х занимается журналистикой. С 1997 по 2000 год занимал пост главного редактора газеты «Фемида-Nova». В 1998 году получил международный диплом «За установление свободы прессы в Беларуси». В 2001 году стал экспертом Центра правовой защиты Белорусской ассоциации журналистов. С 2008 по 2011 год вёл программу «Имею право» на телеканале «Белсат».
Лично и в соавторстве написал множество работ на тему безопасности журналистской деятельности, регулирования и саморегулирования работы СМИ:
- «Современная журналистика: Учебник для студентов институтов и факультетов журналистики» (Киев, 1999);
- «Тайное обязательно будет явным. Служба мониторинга Белорусской ассоциации журналистов фиксирует нарушения законодательства о прессе и предает их гласности» (Москва, 2000);
- «Настольная книга главного редактора» (Москва, 2001);
- «СМИ в период выборов» (Минск, 2001);
- «Десять лет независимости прессы в Беларуси: 1992—2002» (Санкт-Петербург, 2002)[5];
- аналитический доклад «За реформы СМИ в Беларуси» (2014)[6];
- доклад «Медиа в Беларуси 2020. Рынок, законы, информационная безопасность» (совместно с Андреем Александровым)[6][7].

В 2015 Бастунец сменил Жанну Литвину на посту председателя Совета БАЖ. Осенью 2020 Андрей Бастунец входил в основной состав Координационного совета белорусской оппозиции. В 2021 году на фоне усиливающихся репрессий со стороны белорусских властей против независимых СМИ и в частности БАЖ, Бастунца задерживала милиция на время проведения обысков в офисах ассоциации. Обыски проводились также в его собственной квартире и квартире сына.

### Личная жизнь
С 2003 года женат на журналисте и редакторе Сабине Брило, имеет сына.
Бастунец занимается музыкой и пишет стихи. С 1990-х публиковался в периодических изданиях, например, в газете «Знамя юности» была персональная страница для его произведений. Был членом литературного объединения «СветоТень». Записал два альбома собственных песен. В 2016 году выпустил поэтический сборник «Доказательства движения».